# Дуб Богдана Хмельницького (Оратівський район)
Дуб Богдана Хмельницького на Вінниччині. Обхват близько 5 м, висота 14 м, вік близько 500 років. Названий на честь видатного українського гетьмана Б. Хмельницького. Росте в селі Фронтівка Оратівського району Вінницької області (1). За легендою Богдан Хмельницький зупинявся біля цього дуба на відпочинок і прив'язував до нього коня. Дерево вимагає заповідання.